# Avinguda de Roma

Situació de l'avinguda de Roma dins de Barcelona

L'avinguda de Roma és un carrer de Barcelona del districte de l'Eixample. Antigament l'avinguda fou anomenada Generalitat i abans Diagonal del Ferrocarril. Per sota del subsòl de l'avinguda hi transcorre el túnel d'Aragó per on passen els trens que venen de l'estació de Sants cap a Plaça Catalunya o Passeig de Gràcia. A l'inici el ferrocarril hi passava en forma de trinxera cap al carrer d'Aragó per dirigir-se a Passeig de Gràcia, fins que fou soterrat.

## Nom
Originalment, per l'alt trànsit ferroviari i la seva disposició, es coneixia com a Diagonal del Ferrocarril. Durant la Segona República Espanyola s'anomenà Avinguda de la Generalitat.
En acabar la Guerra Civil Espanyola, el nou ajuntament franquista batejà l'avinguda amb el nom de la capital italiana, el dia 9 d'abril de 1940, per la simpatia ideològica de la dictadura franquista amb el règim feixista de Benito Mussolini i durant una visita del ministre d'afers estrangers italià. De manera similar es varen crear l'avinguda de Madrid i el carrer de Berlín per a homenatjar les capitals dels principals estats feixistes del moment.

## Galeria

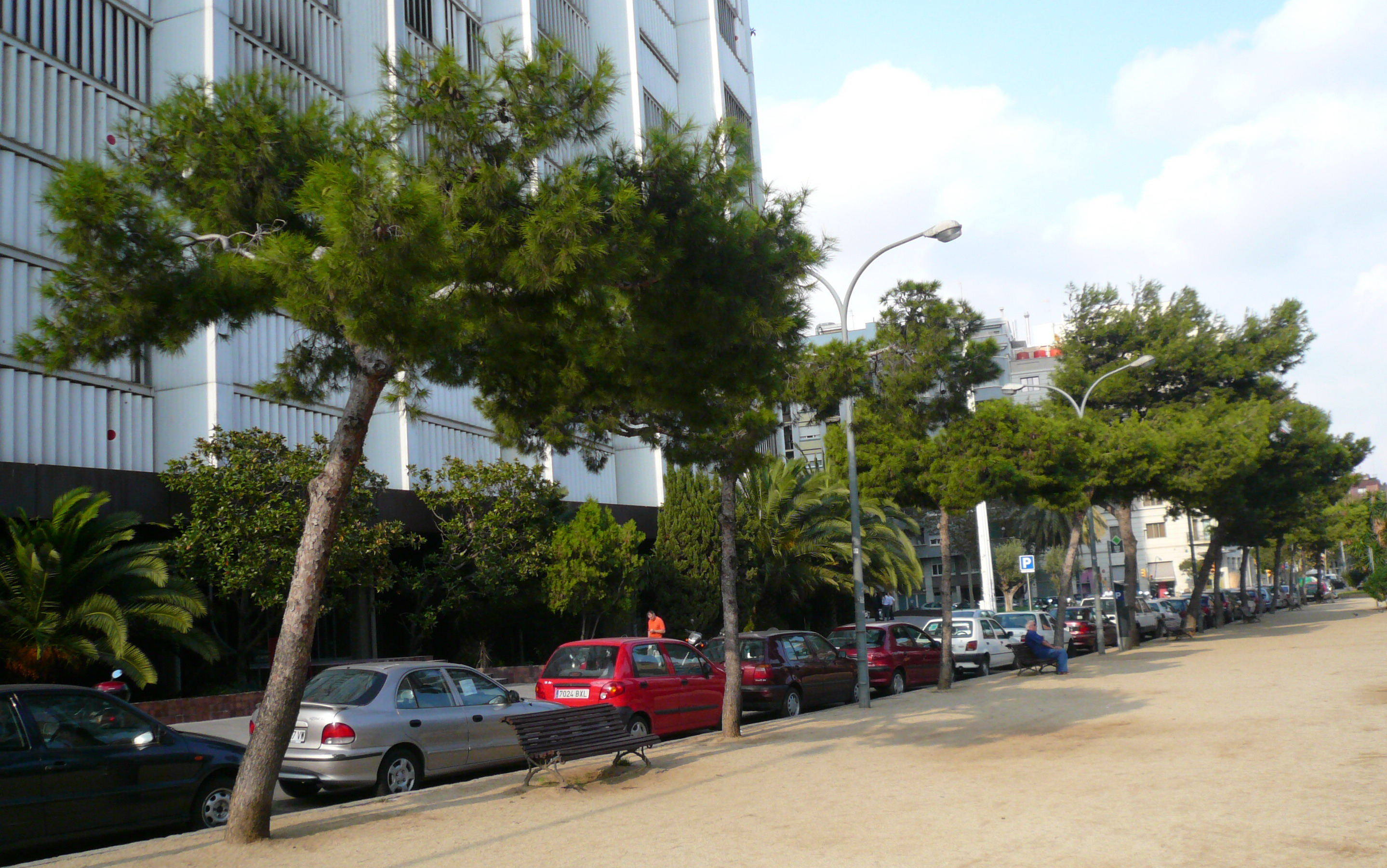
Pins blancs a l'avinguda de Roma
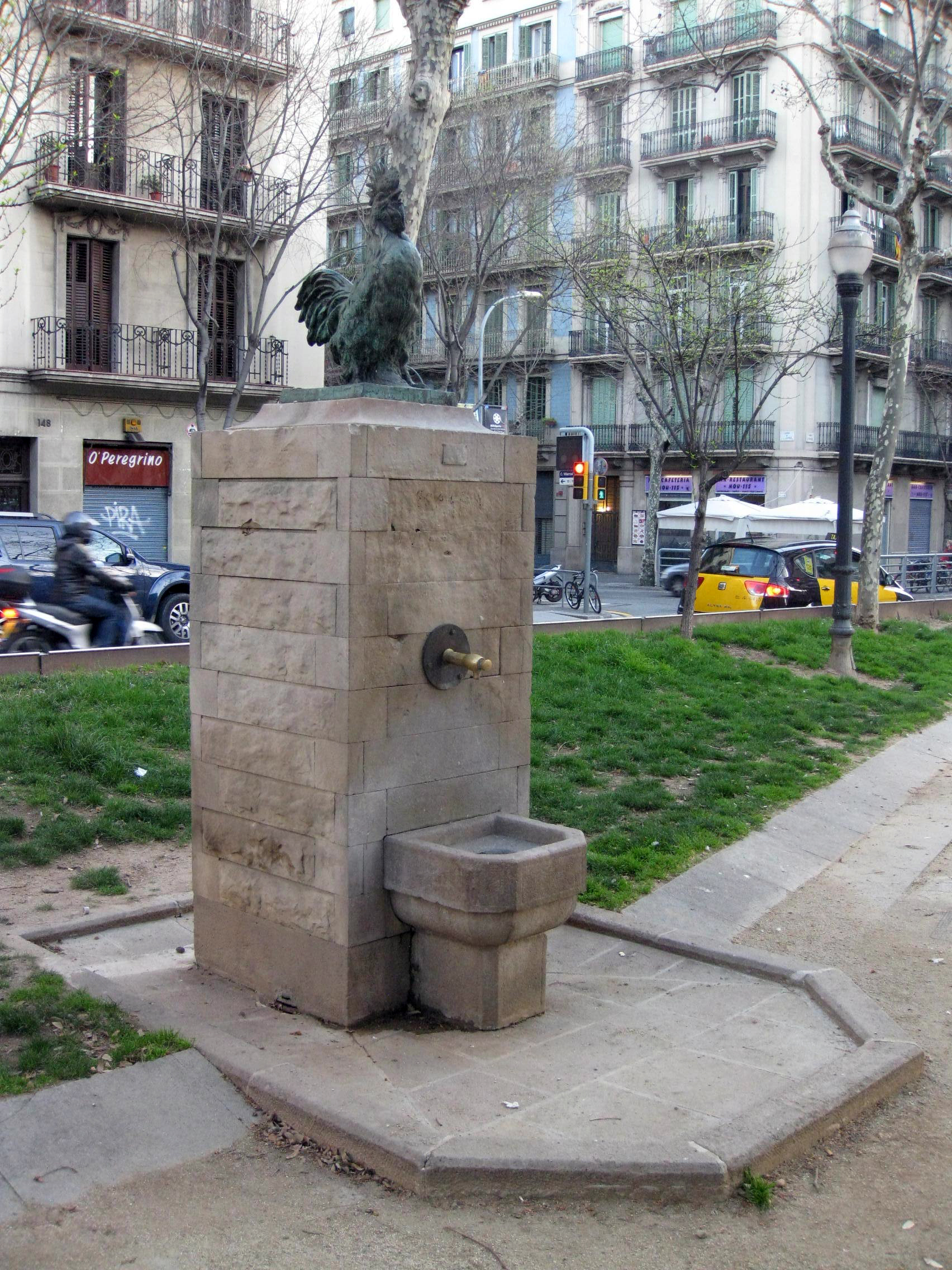
Font del Gall, a l'inici de l'avinguda
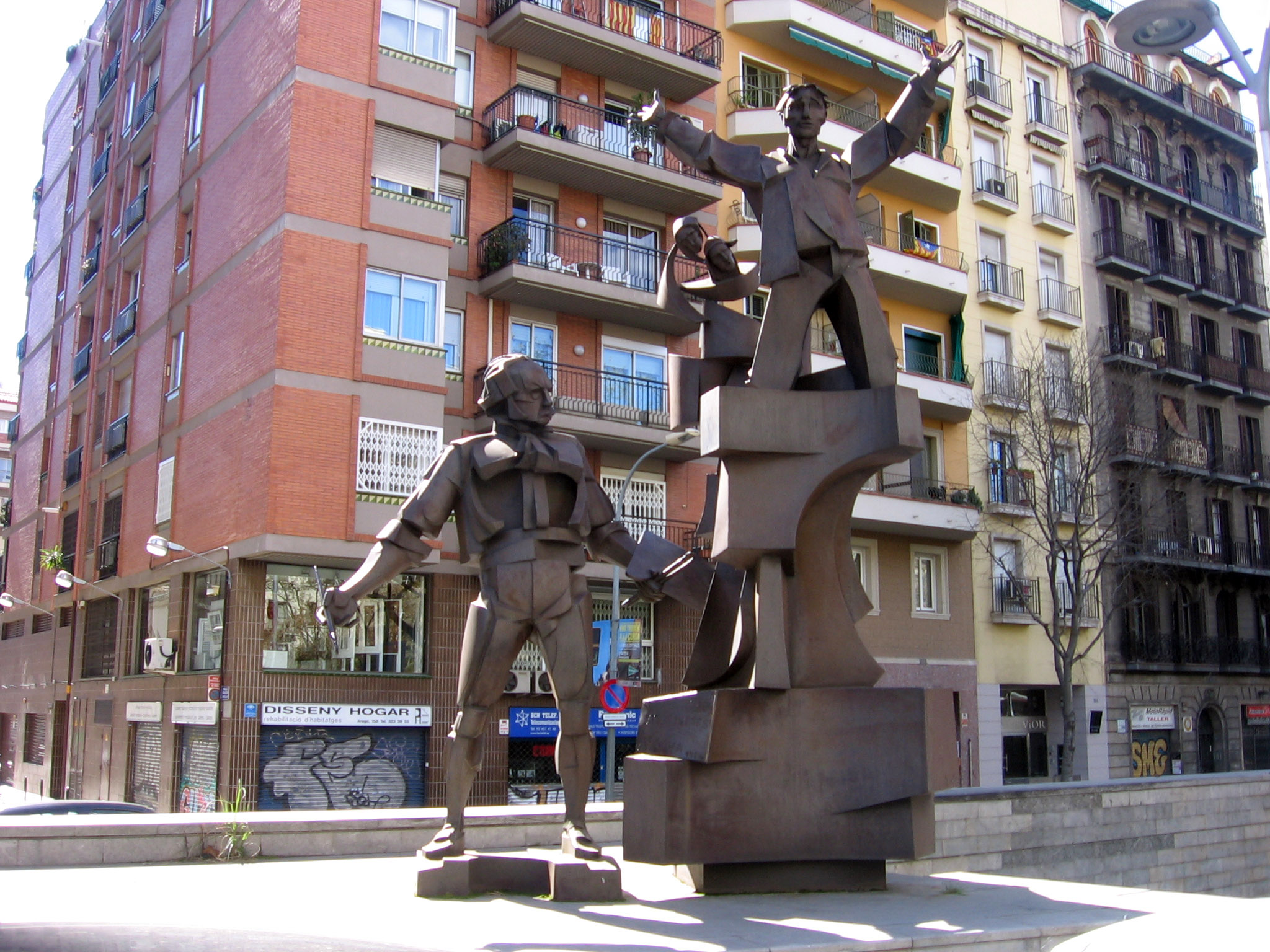
Monument a Goya
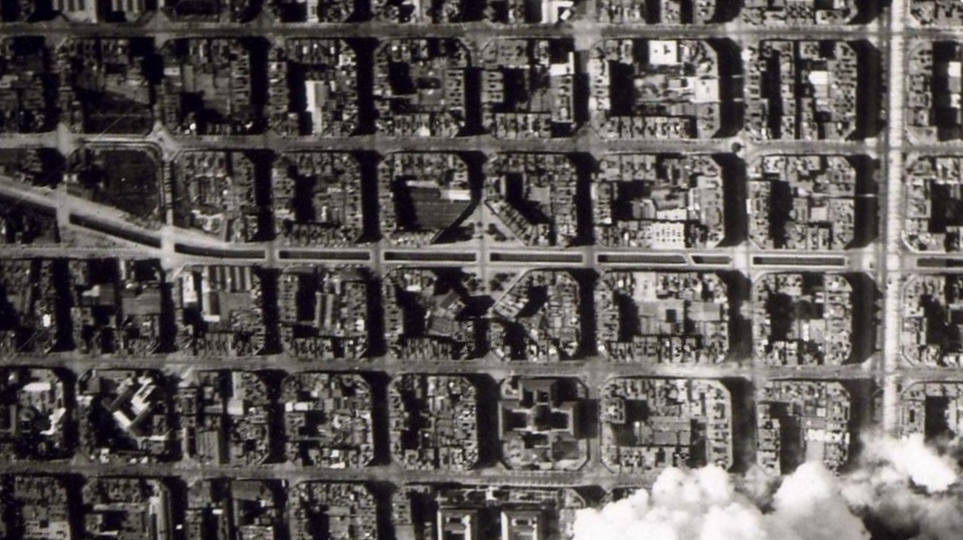
Vista aèria del túnel ferroviari semisoterrat (en trinxera) de l'avinguda de Roma i el carrer d'Aragó l'any 1938